# Liomesus stimpsoni
Liomesus stimpsoni är en snäckart som beskrevs av Dall 1889. Liomesus stimpsoni ingår i släktet Liomesus och familjen valthornssnäckor. Inga underarter finns listade i Catalogue of Life.